# Фёдоров, Алексей Леонидович
Алексей Леонидович Фёдоров (25 мая 1991, Смоленск) — российский прыгун тройным. Чемпион Европы среди юниоров (2009), чемпион мира среди юниоров (2010), рекордсмен России среди юниоров, чемпион России (2011), призёр Чемпионата Европы в помещении (2013).

## Основные результаты
| Год  | Турнир                          | Место проведения     | Место | Результат |
| ---- | ------------------------------- | -------------------- | ----- | --------- |
| 2007 | Чемпионат мира среди юношей     | Острава, Чехия       | 2-е   | 15.59 м   |
| 2009 | Чемпионат Европы среди юниоров  | Нови-Сад, Сербия     | 1-е   | 16.67 м   |
| 2010 | Чемпионат России среди юниоров  | Саранск, Россия      | 1-е   | 16.72 м   |
| 2010 | Чемпионат мира среди юниоров    | Монктон, Канада      | 1-е   | 16.68 м   |
| 2011 | Чемпионат России среди молодёжи | Волгоград, Россия    | 1-е   | 16.72 м   |
| 2011 | Чемпионат Европы среди молодёжи | Острава, Чехия       | 2-е   | 16.85 м   |
| 2011 | Чемпионат России                | Чебоксары, Россия    | 1-е   | 16.88 м   |
| 2011 | Чемпионат мира                  | Тэгу, Южная Корея    | 18-е  | 16.42 м   |
| 2012 | Чемпионат Европы                | Хельсинки, Финляндия | 4-е   | 16.83 м   |
| 2012 | Чемпионат России                | Чебоксары, Россия    | 2-е   | 16.84 м   |
| 2012 | Чемпионат России среди молодёжи | Ерино, Россия        | 1-е   | 17.19 м   |
| 2013 | Чемпионат России (в помещениях) | Москва, Россия       | 2-е   | 16.92 м   |
| 2014 | Чемпионат Европы                | Цюрих, Швейцария     | 3-е   | 17.04 м   |

Приказом министра спорта от 15 декабря 2015 г. № 180-нг присвоено почётное звание «заслуженный мастер спорта России».

## Образование
Закончил Смоленское государственное училище олимпийского резерва, учится в Смоленской государственной академии физической культуры, спорта и туризма и одновременно в Смоленском гуманитарном университете на психолога.